# Russian Imperial Stout

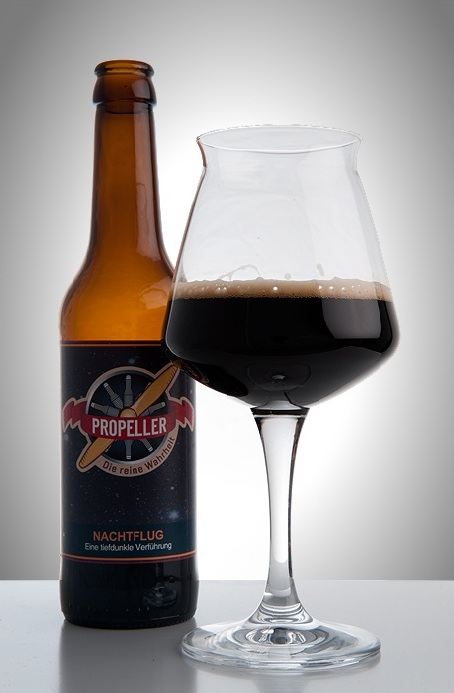
Eine Flasche Propeller Nachtflug. Deutsches Imperial Stout.

Russian Imperial Stout (auch Imperial Stout) ist ein dunkles, starkes Stout.

## Geschichte
Dieses Bier wurde im 18. Jahrhundert in England als Geschenk für die russische Zarin Katharina die Große gebraut. Als Hofbier des Zarenhauses erlangte das Imperial Stout in Russland, dem Baltikum und England große Beliebtheit. Mit der Zeit verlor dieser Bierstil jedoch an Bedeutung, bis er schließlich fast vergessen war. Mittlerweile haben jedoch zahlreiche kleinere Brauereien in England und vor allem in den USA diesen hocharomatischen Bierstil wiederentdeckt und brauen ihn wieder ein. Seit 2012 wird Imperial Stout auch in Deutschland und Österreich gebraut. Imperial Stout wird in der Schweiz von diversen Brauereien ganzjährig oder als saisonale Spezialität gebraut.

## Herstellung
Für die Herstellung wird ein großer Anteil an Röstmalzen verwendet. Diese geben dem Imperial Stout eine tiefschwarze Farbe. Sie sind auch für die starken Kaffee- und Schokoladennoten verantwortlich, die diese Biersorte prägen. Imperial Stouts weisen in der Regel einen Alkoholgehalt von 8 bis 10 Prozent Alkohol auf; es gibt aber auch Biere, die deutlich darüber liegen. Imperial Stouts werden mit obergärigen Alehefen vergoren. Aufgrund des hohen Alkoholgehalts sind Reifungszeiten von bis zu drei Monaten üblich. Zudem werden diese Biere von vielen Brauereien hopfengestopft. Einige Brauereien führen die Nachreifung in gebrauchten Whisky-Fässern durch, welche ebenfalls den Geschmack noch komplexer machen.